# نهاد المشنوق
نهاد المشنوق نائب عن مدينة بيروت في البرلمان اللبناني منذ العام 2009. وهو من مواليد بيروت في العام 1955. متزوج وله أربعة أولاد. درس العلوم السياسية.
سُمِّيَ نهاد المشنوق وزيراً للداخلية والبلديات للمرّة الأولى في 15 شباط 2014، في حكومة الرئيس تمام سلام. ثم عيّن وزيراً للداخلية مرّة ثانية في حكومة الرئيس سعد الحريري بتاريخ 18 كانون الأوّل 2016.وظلّ وزيراً للداخلية حتى 6 شباط 2019.
هو نائب بيروت، عضو في البرلمان اللبناني عن “تيار المستقبل” منذ العام 2009. وقف دائماً في البقعة المتداخلة بين الصحافة والسياسة، إلى أن قرر الترشح للانتخابات النيابية عن مدينة بيروت في العام 2009. وفاز بفارق كبير على منافسه الانتخابي.

## في السياسة
لعب دور في الحكومة الأولى بالإشراف على الخطة الأمنية التي أنهت الكثير من البؤر المتطرّفة في شمال لبنان وساهمت في تحرير سجن رومية من احتلال المتطرّفين لبعض أجنحته طوال سنوات.
أطلق نظرية “حرب العقول” في مواجهة الإرهاب بعد أن أسّس للمرّة الأولى في تاريخ لبنان تحالفاً عملياً واستراتيجياً بين مختلف الأجهزة الأمنية اللبنانية. وأجرى الانتخابات البلدية والاختيارية في لبنان العام 2016 بنجاح اعترفت به منظمات دولية عديدة.
كذلك أدخل المكننة البيومترية إلى المديرية العامة للأمن العام من خلال جواز سفر بيومتري جديد وإصدار إقامة بيومترية للأجانب، وساهم في تحديث مكان احتجاز الموقوفين الأجانب.
كما أعاد إحياء العلاقات الدولية في وزارة الداخلية وأجهزتها تحت عنوان “محاربة الإرهاب”. فزار واشنطن وموسكو وباريس ولندن والقاهرة وأبو ظبي وروما وغيرها من العواصم المعنية بعنوان مكافحة الإرهاب.
كذلك أطلق مشاريع أساسية في وزارة الداخلية والبلديات منها مأسسة الشرطة البلدية وتطوير المديرية العامة للدفاع المدني، بالإضافة إلى العمل على خطة إستراتيجية تطويرية للمديرية العامة لقوى الأمن الداخلي، كما عمل على توسيع ملاك قوى الأمن الداخلي والأمن العام.
في عهده بدأ بناء سجن نموذجي شمال البلاد، وهو أوّل سجن يبنى في لبنان منذ أواخر ستينات القرن الماضي. كما أطلق قانون السير الجديد الذي ساهم في تقليص ثلث عدد الوفيات السنوية في حوادث السير القاتلة.

## في الصحافة
بدأالكتابة الصحافية في منتصف السبعينات في صحيفة «بيروت المساء» التي أسسها الراحل عبد الله المشنوق، ثم عمل في مجلة «الحوادث» الأسبوعية وتخصص في قضايا الصراع العربي الإسرائيلي، وكان له علاقات وثيقة بالقيادات الفلسطينية وغيرها من القيادات العربية.
كما كتب في «الأسبوع العربي» و«الصياد» و«الانوار» و«الدستور» وراسل «المنار» اللندنية من بيروت إلى ان استقرّ في «النهار العربي والدولي» حتى 1983، تاريخ تفرغه للعمل مع اللقاء الإسلامي.
انقطع عن الكتابة السياسية حتى نهاية العام 2005، حيث عاد إلى الكتابة في صحيفة «السفير» اللبنانية، وصحيفة «البيان» الإماراتية وذلك حتى العام 2009.

## اللقاء الإسلامي
ساهم المشنوق في تأسيس «اللقاء الإسلامي» برئاسة المفتي الشيخ حسن خالد في العام 1983، وهو هيئة سياسية مدنيّة دعت إلى إنهاء الحرب الداخلية ووقف الهيمنة السورية على السياسة اللبنانية. بعد اغتيال المفتي الشيخ حسن خالد والنائب ناظم القادري في العام 1989 ونفي الرئيس تقي الدين الصلح إلى باريس، ووفاته هناك، سافر المشنوق للإقامة في قبرص ومن ثم إلى باريس، في أواخر الثمانينيات.

## مع رفيق الحريري
في العام 1988 عمل مع الرئيس رفيق الحريري في باريس ثم في بيروت على إقرار القانون التأسيسي لشركة «سوليدير» وتحضير المخططات لتنفيذ المشروع حتى تكليف الشهيد الحريري بتشكيل حكومته الأولى في العام 1992 فتولى منصب المستشار السياسي والإعلامي له حتى العام 1998 تاريخ إلزام الأمن السوري للمشنوق بالتخلي عن عمله ومغادرة لبنان، حيث غادر لبنان وأقام في باريس والقاهرة، لمدة خمس سنوات قبل عودته إلى بيروت في العام 2003 حيث لازم منزله حتى اغتيال الرئيس الحريري وانسحاب الجيش السوري من لبنان. فعاد إلى الكتابة السياسية في صحيفة “السفير” اللبنانية، التي نشرت مقالته الأسبوعية، كل يوم اثنين، تحت عنوان “في الأساس”، في الصفحة الخامسة. ونقلتها صحيفة “البيان” الإماراتية، بالتزامن مع “السفير” وذلك حتى العام 2009.

## العضويات
- عضو في مجلس النواب اللبناني منذ العام 2009.
- مسؤول العلاقات الخارجية في كتلة «المستقبل» النيابية
- مقرر لجنة الشؤون الخارجية النيابية.
- عضو في لجنة حقوق الإنسان النيابية.
- عضو مجلس أمناء مؤسسة ياسر عرفات منذ العام 2010 .[1]

## وصلات خارجية
- موقع نهاد المشنوق على الشبكة